# Traktat paryski (1229)

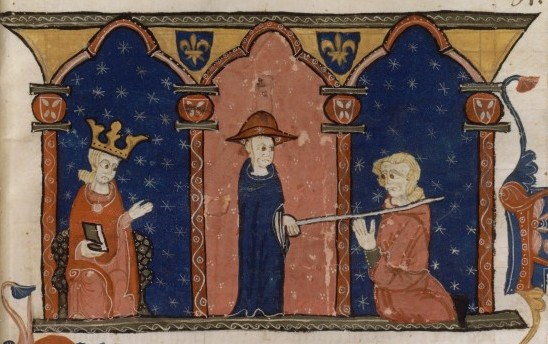
Rajmund VII w katedrze Notre-Dame w Paryżu w obecności króla Ludwika IX korzy się przed władzą kościelną w osobie legata papieskiego, kardynała diakona Sant'Angelo in Pescheria Romana Bonaventury

Traktat paryski (traktat z Meaux, fr. traité de Meaux-Paris) – traktat pokojowy z 1229 r. kończący wojny albigeńskie, zawarty pomiędzy królem Francji a hrabią Tuluzy Rajmundem VII. Likwidował autonomię Oksytanii względem Królestwa Francji.

## Podpisanie traktatu
Akt pokoju został podpisany 12 kwietnia 1229 r.  w podparyskim Meaux przez Rajmunda VII oraz regentkę Blankę Kastylijską, występującą w imieniu małoletniego Ludwika IX. Hrabia Tuluzy znalazł się w bardzo niewygodnej sytuacji politycznej i musiał przyjąć warunki znacznie ostrzejsze niż wstępnie proponowano. Zgodził się pójść jako pielgrzym do katedry Notre-Dame w Paryżu po rozgrzeszenie. Tam po publicznym okazaniu skruchy, wyrażeniu obietnicy nawrócenia i biczowaniu podpisał traktat. 

## Postanowienia
Raymond VII został zmuszony do ukorzenia się przed królem Ludwikiem IX i oddania prawie połowy swoich posiadłości, zwłaszcza dawnego wicehrabstwa Trencavelów. Postanowiono, że córka i spadkobierczyni Rajmunda Joanna poślubi królewskiego brata, Alfonsa z Poitiers, zaś w formie posagu wniesie do domeny królewskiej seneszalie Beaucaire i Carcassonne. Markizat Prowansji (zwany później hrabstwem Venaissin) dostał się w posiadanie Stolicy Apostolskiej jako odszkodowanie za koszty poniesione w organizacji krucjaty przeciwko albigensom. 
Hrabstwo Tuluzy utraciło terytoria dzisiejszych departamentów Gard, Hérault, Drôme, Vaucluse i Aude. Zachowało Agenais, Rouergue, północne Albigeois i dolne Quercy, a więc dzisiejsze Haute-Garonne, Aveyron, Tarn i Tarn-et-Garonne.
Objęcie pozostałych włości Rajmunda przez Kapetyngów było również jedynie kwestią czasu, ponieważ miały przejść w spadku na męża Joanny Alfonsa.
Ponadto, aby wykluczyć ewentualny bunt, Raymond VII miał oddać trzydzieści zamków i zburzyć mury wielu miast, w tym Tuluzy. Hrabia zobowiązał się do założenia uniwersytetu w Tuluzie w celu wsparcia walki z herezją i opłacenia jego wykładowców na dziesięć lat z góry. Wreszcie miał wziąć udział w wyprawie krzyżowej i walczyć 5 lat w Ziemi Świętej oraz dokonać darowizn na rzecz Kościoła.

## Konsekwencje traktatu
Na mocy postanowień traktatu hrabstwo Tuluzy nie tylko utraciło połowę swojego terytorium, ale i jego reszta przeszła bezpośrednio do domeny królewskiej poprzez małżeństwo Joanny i Alfonsa i w konsekwencji bezpotomnej śmierci obojga w 1271 r. Ponadto liczne dobra oksytańskich rycerzy zostały skonfiskowane na rzecz królewskich wasali. Ci rycerze (zwani chevaliers faydits) walczyli później u boku katarów przeciw królowi i inkwizycji. Zobowiązany postanowieniami traktatu Rajmund VII musiał przyłączyć się do walki z katarami u boku wojsk królewskich. Przyczyniło się to do wyparcia heretyków do fortec na północnych stokach Pirenejów. Postanowienia umowy okazały się bardzo trudne i można uznać je za klęskę Rajmunda VII. Niemniej jednak udało mu się uzyskać przywrócenie mu tytułu hrabiego Tuluzy, a Amalryk z Montfort zrzekł się wszelkich roszczeń do ziem w południowej Francji. Z drugiej strony Rajmund nigdy nie spełnił wszystkich warunków układu, a wiele z nich wykonał dopiero po kilkukrotnym nałożeniu ekskomuniki. Jego polityka wobec katarów i króla zmieniała się wielokrotnie.

## Dokument
Pergaminowy dokument z łacińskim tekstem traktatu znajduje się w archiwum Musée de l'histoire de France. Jest to arkusz o rozmiarach 52 x 75,5 cm.